# Lissonota monona
Lissonota monona là một loài tò vò trong họ Ichneumonidae.